# Aline Sitoe Diatta (Schiff)
Die Aline Sitoe Diatta ist eine senegalesische Passagierfähre, die als RoPax-Schiff im Fracht- und Personenverkehr zwischen der Stadt Ziguinchor in der Casamance und der senegalesischen Hauptstadt Dakar im Einsatz ist. Das Schiff ersetzte die am 26. September 2002 gesunkene Le Joola.

## Technik
Die Aline Sitoe Diatta ist für die Küstenschifffahrt bis 50 Seemeilen vor der Küste eingerichtet. Neben 504 Passagieren kann das Schiff auf einem über 600 m² großen RoRo-Deck, das über eine Heckrampe beladen und gelöscht wird, 18 Trailer und sechs LKW befördern. Die Tragfähigkeit liegt bei rund 694 Tonnen.

## Geschichte

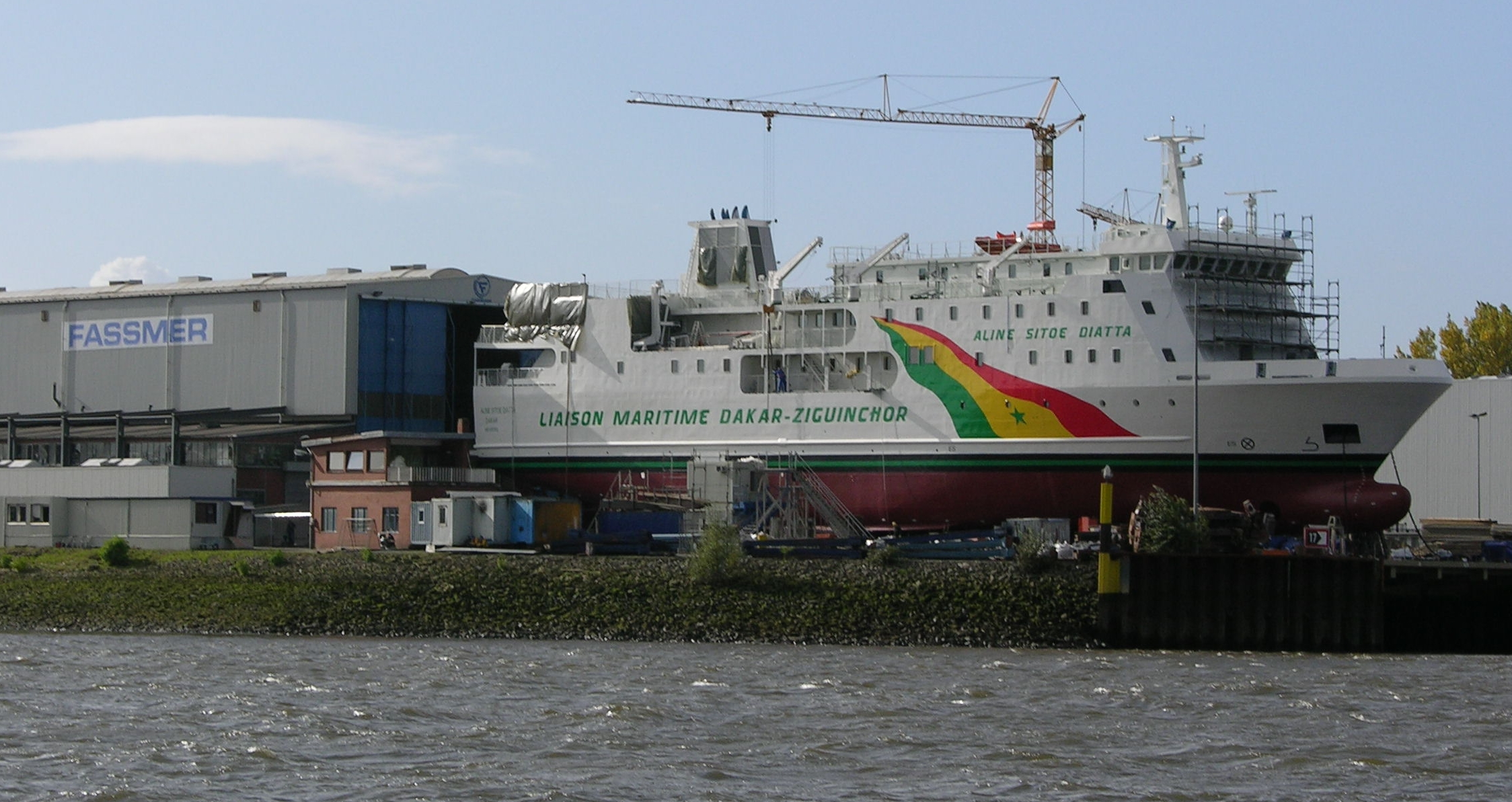
Die Aline Sitoe Diatta im Bau

Das Schiff wurde am 12. September 2005 bei der Fassmer-Werft in Berne in Auftrag gegeben. Das Kasko wurde aus Polen zugeliefert. Im November 2007 wurde der etwa 25 Millionen Euro teure Neubau an seine Auftraggeber abgeliefert und nach der Überführung in den Senegal im März 2008 in Dienst gestellt. Die Fähre pendelt wöchentlich zweimal zwischen den Fährterminals von Ziguinchor und im Port Autonome de Dakar.
Der Name des Schiffes ehrt die gleichnamige 1944 verstorbene Anführerin des Widerstands gegen die französische Kolonialmacht.